# Efeito Wilson
Em 1769, durante o ciclo solar 2, um astrônomo escocês chamado Alexander Wilson, trabalhando no Observatório Macfarlane, notou que as manchas solares claramente se achatavam à medida que se aproximavam dos bordos do Sol durante a rotação solar. Essas observações mostraram que as manchas solares eram características da superfície solar, diferentemente de planetas menores ou objetos que se situam acima dela. Além disso, ele observou o que atualmente é chamado de efeito Wilson: a penumbra e a umbra variam da maneira esperada por efeitos de perspectiva se as umbras das manchas forem de fato ligeiras depressões na superfície da fotosfera. A magnitude da depressão é de difícil determinação, mas pode ser de até 1000 km.
Apesar de a interpretação do efeito Wilson como uma depressão na superfície ser geralmente aceita, Bray e Loughhead (1965) argumentaram que “a verdadeira explicação para o efeito Wilson está na maior transparência do material da mancha, comparado à fotosfera”. Eles desenvolveram esta ideia nas páginas 93 a 99 do seu livro. Uma interpretação similar foi expressa por C.H. Tong em 2005.
As manchas solares resultam do bloqueio do transporte do calor convectivo por campos magnéticos intensos. As manchas são mais frias do que o resto da fotosfera, com temperaturas efetivas de cerca de 4000 °C. A ocorrência de manchas solares segue uma periodicidade de aproximadamente 11 anos conhecida como ciclo solar, descoberta por Heinrich Schwabe no século XIX.